# Mac Forehand
Mac Forehand (født 4. august 2001) er en amerikansk freestyle skiløber. Han konkurrerer i Big Air og Slopestyle.

## X Games
I 2022 deltog Mac Forehand for første gang i X Games; ved Winter X Games XXVI blev det til en fjerde plads i Slopestyle samt en anden plads i Big Air, hvor han bl.a. lavede en Switch Triple Cork 1800 (konkurrencen blev vundet af Alex Hall, som scorede 94 points og dermed slog Forehands 92 points). Året efter - ved Winter X Games XXVII - tog Forehand en guldmedalje i Big Air og en sølvmedalje i Slopestyle.

## OL
Mac Forehand har deltaget ved de olympiske vinterlege i 2022.
| OL-resultater  | OL-resultater  |
| Vinter-OL 2022 | Vinter-OL 2022 |
| -------------- | -------------- |
| Disciplin      | Placering      |
| Slopestyle     | 20. plads      |
| Big Air        | 11. plads      |